# Kantongerecht Terneuzen

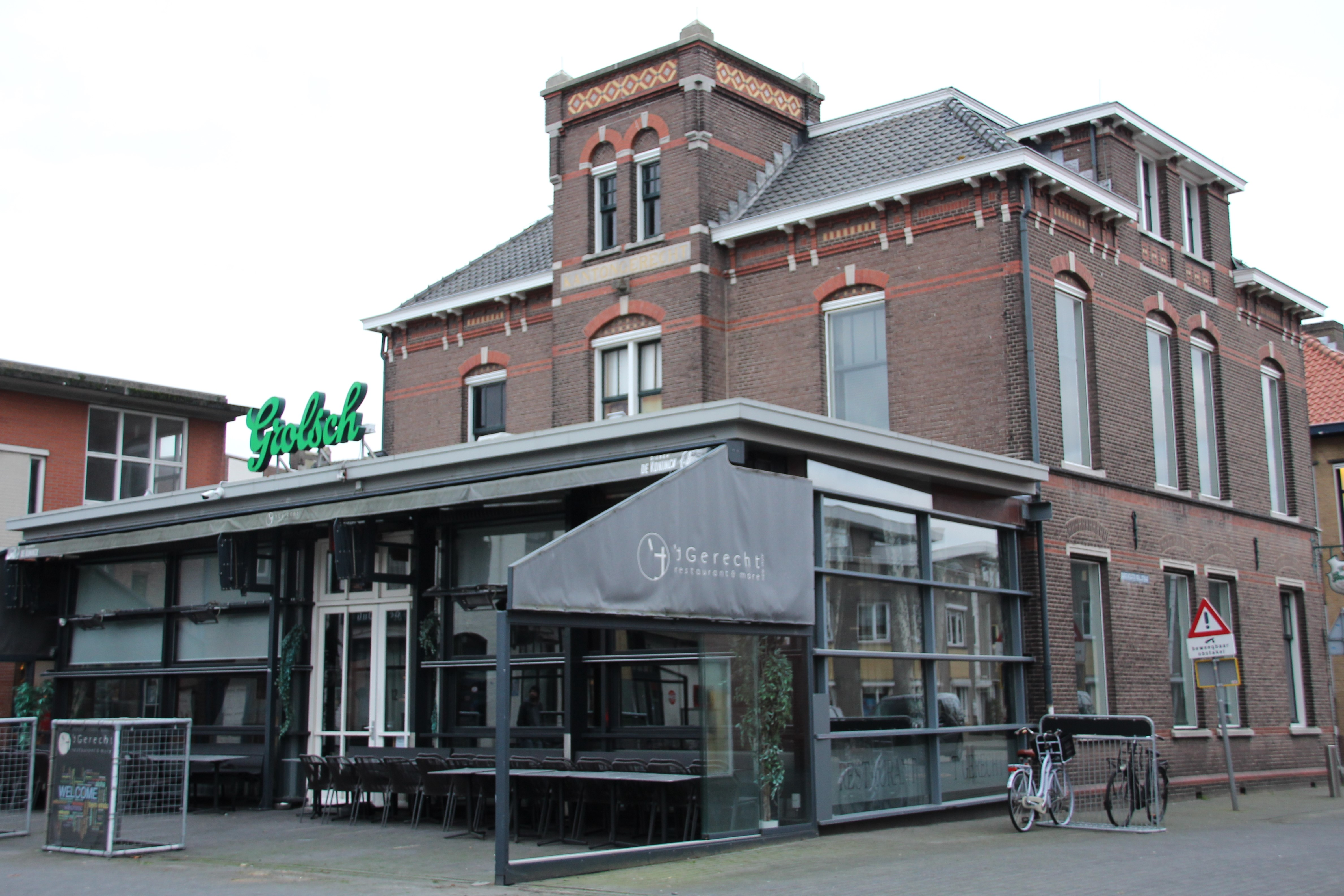
Voormalig gerechtsgebouw aan de Havenstraat 12, nu in gebruik als horecazaak

Het kantongerecht Terneuzen was van 1877 tot 2002 een van de kantongerechten in Nederland. Terneuzen was in 1877 de opvolger van het kantongerecht Axel, dat opgeheven werd. Na de opheffing van het kantongerecht als zelfstandig gerecht bleef Terneuzen zittingplaats voor de sector kanton van de rechtbank Middelburg. Het gerecht kreeg in 1915 een eigen gebouw, ontworpen door S. Wijn in de stijl van W.C. Metzelaar.  Als gevolg van de herziening van de gerechtelijke kaart in 2013 werd Terneuzen gesloten.